# Sorbus glomerulata
Sorbus glomerulata är en rosväxtart som beskrevs av Emil Bernhard Koehne. Sorbus glomerulata ingår i släktet oxlar, och familjen rosväxter. Inga underarter finns listade i Catalogue of Life.